# Воронцов Анатолій Олександрович
Анатолій Олександрович Воронцов (нар. 10 березня 1945) — радянський футболіст, що грав на позиції воротаря. Відомий за виступами у низці команд класу «Б» та другої ліги, насамперед за «Автомобіліст» з Житомира, у складі якого став бронзовим призером чемпіонату УРСР 1971 року.

## Біографія
Анатолій Воронцов розпочав виступи в командах майстрів у складі команди класу «Б» «Спартак» із Саранська. У 1967 році він перейшов до складу команди «Заравшан» з міста Навої, яка наступного року грала вже в першій групі класу «А». У складі команди з Узбекистану Воронцов грав до кінця сезону 1969 року, після якого система футбольних ліг СРСР зазнала серйозних змін, і «Заравшан» мав виступати у нижчій лізі.
На початку 1970 року Анатолій Воронцов став гравцем команди другої групи класу «А» «Спартак» з Івано-Франківська, проте зіграв у його складі лише 2 матчі, та перейшов до іншої української команди другої групи класу «А» «Автомобіліст» з Житомира, у складі якої наступного року став бронзовим призером чемпіонату УРСР, який розігрувався в рамках української зони другої ліги. У 1972 році «Автомобіліст» став також володарем Кубка УРСР, щоправда Воронцов у вирішальних матчах участі не брав. Завершив виступи на футбольних полях Анатолій Воронцов після закінчення сезону 1973 року.